# Благовещение Богородично (Йелошник)
„Свето Благовещение Богородично“ (на македонска литературна норма: „Свето Благовештение Богородично“) е православна църква в тетовското село Йелошник, Северна Македония, част от Тетовско-Гостиварската епархия на Македонската православна църква – Охридска архиепископия.
Църквата е изградена в 1913 година, вградена в скала югозападно от селото. Сред местното население е известна като Църквичето. В 2016 година е реставриран покривът на храма.